# Carnival Corporation & plc
Carnival Corporation & plc è una società anglo-statunitense, di tipo dual-listed company. Fondata nel 1972, è il più grande operatore al mondo nel settore delle crociere, anche se negli ultimi anni ha trovato concorrenza con il Royal Caribbean Group.

## Assetto societario
La società è una società a doppia quotazione (dual-listed company), ovvero un'azienda formata da due società (Carnival Corporation e Carnival plc) quotate in borsa separatamente e con management e struttura azionaria separata ma che operano sul mercato come un'unica società.
Le due società hanno sede a Miami (Florida) e a Londra (Regno Unito), la Carnival plc è quotata sia al LSE che al NYSE (rispettivamente con le sigle CCL e CUK), mentre la Carnival Corporation è quotata solo al NYSE (con la sigla CCL)
La Carnival Corporation è la più grande delle due società capogruppo.
La Carnival tramite le sue controllate possiede oltre 100 navi da crociera per un totale di oltre 226.000 posti letto, trasporta più di 2 milioni di passeggeri all'anno.

### Società controllate
- Operanti in Nord America:
  - Carnival Cruise Line (flotta standard o di massa, monolingua inglese)
  - Princess Cruises (flotta standard di livello alto, monolingua inglese)
  - Holland America Line (flotta premium, poliglotta)
  - Seabourn Cruise Line
- Operanti nel Regno Unito:
  - P&O Cruises (flotta standard o di massa, monolingua inglese)
  - Cunard Line (flotta premium, monolingua inglese)
- Operanti in Germania:
  - AIDA Cruises (flotta standard o di massa, monolingua tedesca)
- Operanti in Italia:
  - Costa Crociere (flotta standard di livello alto, poliglotta)
- Operanti in Australia:
  - P&O Cruises Australia (flotta standard o di massa, monolingua inglese)
- Operanti in Cina:
  - Adora Cruises (CSSC Carnival Cruise Shipping) joint-venture con il cantiere navale China State Shipbuilding Corporation

## Storia

### Carnival Corporation
Carnival Corporation è stata fondata nel 1972 con il nome di Carnival Cruise Lines dal pioniere dell'industria crocieristica Ted Arison. Dopo aver acquisito una posizione di grande prestigio diventando una delle compagnie crocieristiche di maggior successo fu eseguita l'offerta pubblica iniziale sul 20% delle azioni nel 1987. Con il capitale derivante dalla quotazione in borsa la Carnival riuscì ad iniziare un periodo di espansione tramite l'acquisizione di compagnie rivali. Il primo acquisto fu la Holland America Line (comprendente Windstar Cruises e Holland America Tours) nel 1989 e in seguito la Seabourn Cruise Line nel 1992. Nel 1993 il nome venne cambiato in Carnival Corporation per riflettere il cambiamento da azienda crocieristica singola a gruppo comprendente diversi marchi. La politica di espansione venne continuata con l'acquisto di Cunard Line nel 1998 e Costa Crociere nel 2000.
Il presidente Micky Arison, figlio del fondatore, possiede il 47% di Carnival Corporation.

### Carnival plc
La Carnival plc trae la sua origine dalla fondazione della P&O Princess Cruises durante gli anni 1840, già al momento della fondazione era una delle compagnie più importanti dell'Impero britannico nel settore viaggiando in tutto il globo.
Nell'ottobre del 2000 la P&O Princess Cruises plc fu separata dalla compagnia madre Peninsular & Oriental Steam Navigation Company.

### Fusione
Carnival Corporation e P&O Princess Cruises plc si fusero il 17 aprile 2003 dando vita al più grande gruppo crocieristica del mondo. Al momento della fusione la P&O Princess Cruises plc venne ribattezzata Carnival plc.

### Ocean Village
La compagnia ha operato nella Carnival Corporation dal 2003 al 2010.

## Altre attività
Nel 1988, Carnival Cruise Lines entrò nel settore dei voli charter con l'acquisto della Pacific Interstate Airlines, in seguito rinominata Carnival Air Lines nel 1989. Nel settembre 1997 la compagnia aerea fu venduta alla Pan Am.